# Коммерческий расчёт
Коммерческий расчёт — метод ведения хозяйства на основе соизмерения затрат на хозяйственную деятельность и её результатов, выраженных в денежной форме. Термин «коммерческий расчёт» используется для обозначения хозяйственных отношений в условиях рыночных, капиталистических отношений.
Коммерческий расчёт используется предприятиями и компаниями в целях получения максимальной прибыли при минимальных затратах капитала. Коммерческий расчёт подразумевает рациональное использование капитала, сокращение издержек производства, повышение уровня нормирования и учёта затрат труда, совершенствование организации труда и производства. Это означает, что данный метод ведения хозяйства направлен на интенсификацию производства. В то же время коммерческий расчёт усиливает социально-экономические противоречия в обществе и может сопровождаться ростом безработицы. Коммерческий расчёт обусловлен всеобъемлющим характером товарного производства и стихийным действием закона стоимости в условиях конкурентной борьбы.
Коммерческий расчёт присутствовал в советской экономике в самом начале её образования, когда часть предприятий функционировала на коммерческих началах. Со временем коммерческий расчёт был заменён хозяйственным расчётом. Термин «хозяйственный расчёт» употреблялся для обозначения системы хозяйственных товарно-денежных отношений в условиях социалистического метода ведения хозяйства.